# Telprocessen
Telprocessen är en metod utvecklad av Saint-Gobain i Frankrike, för att framställa isoleringsmaterial av glas. Egentligen var arbetsnamnet när den började utvecklas, LET. Detta stod för Laboratoire d'Essais Thermiques där denna process såg dagens ljus. Vid provkörningar i laboratoriet kom någon plötsligt på att om man vände upp och ner på processen kom det till att fungera bättre. I och med att det vändes på processen, vändes det också på bokstäverna LET, som då istället blev TEL.
Denna process går till genom att man hettar upp krossglas och en del andra kemikalier till uppåt 1400 grader celsius. Denna flytande glasmassa ledes ner i en maskin som är försedd med en roterande korg full av små hål. Det flytande glaset pressas då av centrifugalkraften ut genom alla dessa små hål, blir besprutade av ett bindemedel tillverkat av en fenolhartz och hamnar sedan i ett schakt där ett transportband tar hand om det.